# Liste der Gemeindeverbände im Département Loiret
Das Département Loiret liegt in der Region Centre-Val de Loire in Frankreich. Es untergliedert sich in 16 Gemeindeverbände.
Siehe auch: Liste der Gemeinden im Département Loiret

## Gemeindeverbände

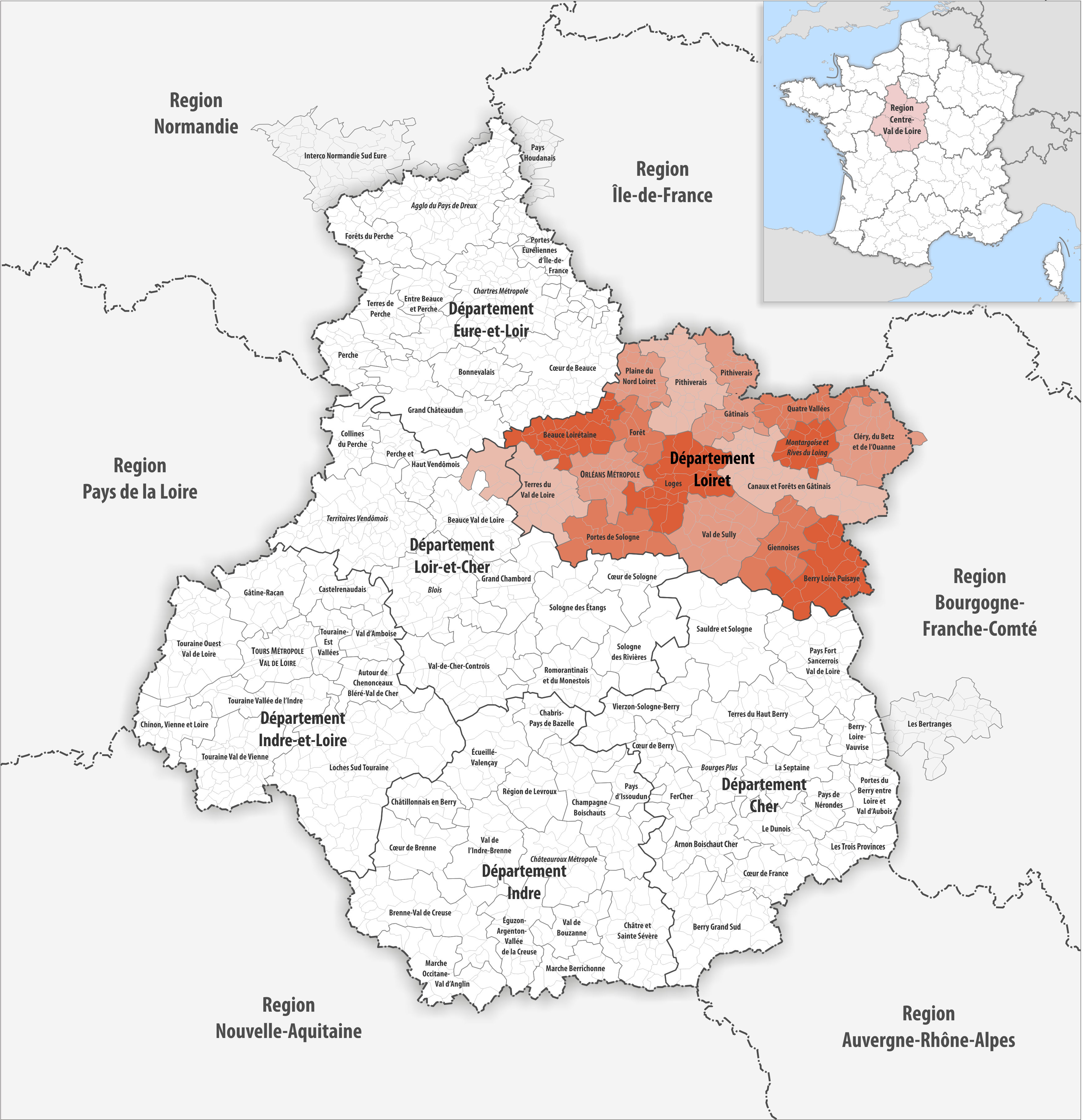
Gemeindeverbände im Département Loiret

| Gemeindeverband                             | Gemeinden im Départ./Verband | Einwohner 1. Januar 2022 | Fläche km² | Dichte Einw./km² | SIREN- Nummer | Rechtsform                 | Gründungsdatum     |
| ------------------------------------------- | ---------------------------- | ------------------------ | ---------- | ---------------- | ------------- | -------------------------- | ------------------ |
| Beauce Loirétaine                           | 23/23                        | 16.991                   | 398,70     | 43               | 200 035 764   | Communauté de communes     | 21. Dezember 2012  |
| Berry Loire Puisaye                         | 20/20                        | 17.525                   | 547,36     | 32               | 200 068 278   | Communauté de communes     | 13. Oktober 2016   |
| Canaux et Forêts en Gâtinais                | 38/38                        | 27.348                   | 752,52     | 36               | 200 067 676   | Communauté de communes     | 19. September 2016 |
| Cléry, Betz et l’Ouanne                     | 22/23                        | 20.042                   | 499,10     | 40               | 200 067 668   | Communauté de communes     | 9. September 2016  |
| Forêt                                       | 10/10                        | 17.601                   | 209,01     | 84               | 244 500 484   | Communauté de communes     | 31. Dezember 1999  |
| Giennoises                                  | 11/11                        | 24.145                   | 357,77     | 67               | 244 500 211   | Communauté de communes     | 1. Januar 2002     |
| Loges                                       | 20/20                        | 43.246                   | 549,70     | 79               | 244 500 427   | Communauté de communes     | 24. Dezember 1996  |
| Agglomération Montargoise et Rives du Loing | 15/15                        | 62.989                   | 231,19     | 272              | 244 500 203   | Communauté d’agglomération | 14. Dezember 2001  |
| Orléans Métropole                           | 22/22                        | 293.673                  | 334,32     | 878              | 244 500 468   | Métropole                  | 27. Dezember 2001  |
| Pithiverais                                 | 31/31                        | 29.093                   | 490,48     | 59               | 200 066 280   | Communauté de communes     | 29. August 2016    |
| Pithiverais-Gâtinais                        | 31/31                        | 25.581                   | 423,44     | 60               | 200 071 850   | Communauté de communes     | 1. Dezember 2016   |
| Plaine du Nord Loiret                       | 15/15                        | 6.719                    | 248,42     | 27               | 244 500 542   | Communauté de communes     | 25. November 2004  |
| Portes de Sologne                           | 7/7                          | 15.654                   | 414,98     | 38               | 200 005 932   | Communauté de communes     | 14. November 2006  |
| Quatre Vallées                              | 20/20                        | 17.270                   | 296,36     | 58               | 244 500 419   | Communauté de communes     | 13. Dezember 1996  |
| Terres du Val de Loire                      | 21/25                        | 50.078                   | 659,23     | 76               | 200 070 183   | Communauté de communes     | 2. Dezember 2016   |
| Val de Sully                                | 19/19                        | 24.081                   | 590,28     | 41               | 200 070 100   | Communauté de communes     | 23. September 2016 |